# La Alberguería de Argañán
La Alberguería de Argañán település Spanyolországban, Salamanca tartományban. La Alberguería de Argañán La Alamedilla, Puebla de Azaba, Casillas de Flores és Sabugal községekkel határos. Lakosainak száma 98 fő (2024).

## Népesség
A település népessége az elmúlt években az alábbi módon változott:
| Lakosok száma | 193  | 184  | 170  | 161  | 141  | 140  | 123  | 112  | 105  | 98   |
|               | 2001 | 2004 | 2007 | 2009 | 2012 | 2014 | 2017 | 2019 | 2022 | 2024 |